# Панама-Сіті
Панама-Сіті (англ. Panama City) — місто (англ. city) в США, адміністративний центр округу Бей на північному заході штату Флорида, на узбережжі Мексиканської затоки Атлантичного океану. Населення — 32 939 осіб (2020). Місто утворене 1909 року.
Східніше міста розташована база ВПС ЗДА Тиндол. Тут також знаходиться 53 кавалерійська бригада національної гвардії Флориди.
Залізнична гілка з Дотана до Панама-Сіті довжиною 132 км. Місто обслуговується Північно-західних флоридських пляжів міжнародним аеропортом (єдиний американський аеропорт побудований після 11 вересня 2001 року.

## Назва

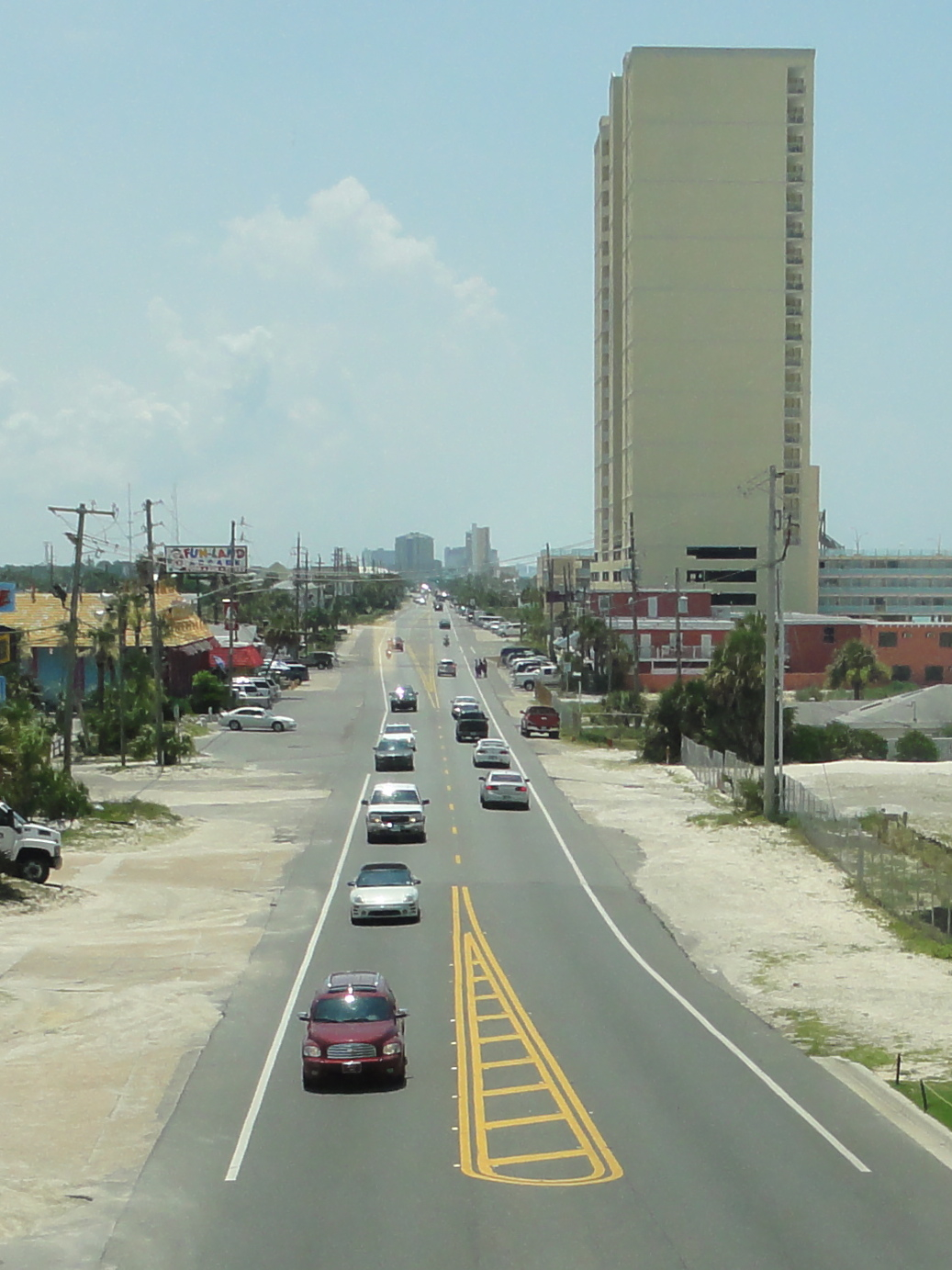
Передня пляжна дорога (Фронт-Біч роад) Панама-Сіті

Напівофіційна історія міста «A History of Panama City», випущена публічною бібліотекою Панама-Сіті повідомляє про те, що спочатку місто носило назву Гаррісон. Джордж Мортімер Вест дав місту його нинішня назва, тому що воно знаходиться на прямій лінії між Чикаго та Панама у Центральній Америці. Зміна назви міста відбулося під час будівництва Панамського каналу як спосіб підтримувати інтерес ЗМІ в надії отримати сприяння в розвитку нерухомості округу Бей.

## Географія
Панама-Сіті розташована за координатами 30°10′2″ пн. ш. 85°40′21″ зх. д. / 30.16722° пн. ш. 85.67250° зх. д. (30.167122, -85.672509).  За даними Бюро перепису населення США в 2010 році місто мало площу 91,80 км², з яких 75,84 км² — суходіл та 15,96 км² — водойми. В 2017 році площа становила 106,38 км², з яких 90,42 км² — суходіл та 15,96 км² — водойми.

### Клімат
У Панама-Сіті вологий субтропічний клімат з короткою, м'якою зимою та довгим, спекотним і вологим літом. У січні температура опускається до -3 °C, а влітку піднімається до +33 °C, хоча взимку 2010 року температура впала до -9 °C.
Середньодобова температура липня — +28 °C, січня — +10 °C. Через своє розташування на узбережжі Мексиканської затоки місто вразливе до тропічних циклонів. У 2018 році Панама-Сіті зазнала прямого удару урагану «Майкл», який завдав катастрофічної шкоди місту та навколишнім населеним пунктам, вітри швидкістю 160 миль/год (260 км/год) на суші. Місто раніше зазнавало значних непрямих впливів від ураганів: «Опал» (1995), «Іван» (2004) та «Саллі» (2020). Місто також сильно постраждало від торнадо EF2 18 березня 2022 року.
| Клімат : Панама-Сіті                                                                                         | Клімат : Панама-Сіті | Клімат : Панама-Сіті | Клімат : Панама-Сіті | Клімат : Панама-Сіті | Клімат : Панама-Сіті | Клімат : Панама-Сіті | Клімат : Панама-Сіті | Клімат : Панама-Сіті | Клімат : Панама-Сіті | Клімат : Панама-Сіті | Клімат : Панама-Сіті | Клімат : Панама-Сіті | Клімат : Панама-Сіті |
| Показник | Січ.                 | Лют.                 | Бер.                 | Квіт.                | Трав.                | Черв.                | Лип.                 | Серп.                | Вер.                 | Жовт.                | Лист.                | Груд.                | Рік                  |
| Абсолютний максимум, °C                                                                                      | 27,8                 | 28,0                 | 31,0                 | 32,8                 | 36,1                 | 38,0                 | 38,0                 | 38,0                 | 37,8                 | 37,0                 | 36,0                 | 28,0                 | 38,0                 |
| Середній максимум, °C                                                                                        | 17,4                 | 19,1                 | 22,0                 | 25,3                 | 29,1                 | 31,5                 | 32,3                 | 32,2                 | 31,2                 | 27,3                 | 22,8                 | 18,3                 | 25,7                 |
| Середній мінімум, °C                                                                                         | 5,6                  | 7,9                  | 10,7                 | 14,1                 | 18,6                 | 22,6                 | 23,9                 | 23,8                 | 21,6                 | 15,8                 | 10,8                 | 6,8                  | 15,2                 |
| Абсолютний мінімум, °C                                                                                       | −13,8                | −3,8                 | −3,4                 | 3,3                  | 9,4                  | 9,4                  | 16,7                 | 17,2                 | 11,0                 | 2,2                  | −0,6                 | −10,5                | −13,8                |
| Норма опадів, мм                                                                                             | 124                  | 130                  | 144                  | 93                   | 78                   | 157                  | 188                  | 177                  | 153                  | 91                   | 114                  | 102                  | 1552                 |
| Днів з дощем                                                                                                 | 9                    | 8                    | 8                    | 5                    | 5                    | 8                    | 13                   | 13                   | 9                    | 5                    | 7                    | 8                    | 98                   |
| Вологість повітря, %                                                                                         | 76.2                 | 74.8                 | 74.9                 | 75.1                 | 77.2                 | 78.7                 | 79.9                 | 80.7                 | 78.2                 | 75.8                 | 75                   | 76                   | 76.8                 |
| --- | -------------------- | -------------------- | -------------------- | -------------------- | -------------------- | -------------------- | -------------------- | -------------------- | -------------------- | -------------------- | -------------------- | -------------------- | -------------------- |
| Джерело: Florida Climate Center, WeatherBase (days precipitation and humidity) and Climatebase.ru (extremes) |                      |                      |                      |                      |                      |                      |                      |                      |                      |                      |                      |                      |                      |

## Демографія
Згідно з переписом 2010 року, у місті мешкали 36 484 особи в 14 792 домогосподарствах у складі 8613 родин. Густота населення становила 397 осіб/км².  Було 17438 помешкань (190/км²).
Расовий склад населення:
| - 71,6 % — білих - 22,0 % — чорних або афроамериканців - 1,6 % — азіатів - 0,5 % — корінних американців - 0,1 % — вихідців з тихоокеанських островів - 1,2 % — осіб інших рас |

До двох чи більше рас належало 2,9 %. Частка іспаномовних становила 5,1 % від усіх жителів.
За віковим діапазоном населення розподілялося таким чином: 20,7 % — особи молодші 18 років, 63,0 % — особи у віці 18—64 років, 16,3 % — особи у віці 65 років та старші. Медіана віку мешканця становила 39,7 року. На 100 осіб жіночої статі у місті припадало 96,3 чоловіків;  на 100 жінок у віці від 18 років та старших — 95,2 чоловіків також старших 18 років.
Середній дохід на одне домашнє господарство  становив 52 394 долари США (медіана — 37 190), а середній дохід на одну сім'ю — 63 933 долари (медіана — 47 322). Медіана доходів становила 39 682 долари для чоловіків та 31 845 доларів для жінок. За межею бідності перебувало 21,2 % осіб, у тому числі 31,1 % дітей у віці до 18 років та 13,5 % осіб у віці 65 років та старших.
Цивільне працевлаштоване населення становило 15 318 осіб. Основні галузі зайнятості: освіта, охорона здоров'я та соціальна допомога — 23,6 %, мистецтво, розваги та відпочинок — 13,8 %, роздрібна торгівля — 13,7 %.